# Paul le Prieur
Paul le Prieur eller Paul Prieur (ca. 1620 -ca. 1683) var en fransk miniaturemaler og emaljør
Paul Prieur kom omkring 1663 til København, hvor han blev stærkt sysselsat af hoffet. Han var en for sin tid god miniatur- og emaljemaler og må også have malet i olie. Prieur gjorde en hob billeder af Frederik 3. og dennes familie og endnu flere af Christian 5., således blot i 1678 12 Miniatureportrætter. Alene fra 1671-80 fik han for arbejder til kongen omkring 2600 rigsdaler kurant. Han arbejdede også for flere store og indflydelsesrige personer, som Christoffer Gabel, Peder Schumacher Griffenfeld, Simon Paulli, konfessionarius Hans Leth. Gode arbejder af ham er på Rosenborg: Frederik 3. og dennes børn, Christian 5., Karl 2. af England og mætressen Castlemain. Prieur synes at have forladt Danmark 1681, måske misfornøjet med, at andre franske malere og emaillører, som Jacques d'Agar og Babette, kom her til. Hans senere skæbne er ubekendt.

## Ekstern henvisning
- Paul le Prieur på Kunstindeks Danmark/Weilbachs Kunstnerleksikon